# آکیهیکو ناریتا
آکیهیکو ناریتا (به ژاپنی: 成田 暁彦 Narita Akira؛ به انگلیسی: Akihiko Narita) یک آهنگساز موسیقی بازی ویدئویی ژاپنی زاده ۶ آوریل ۱۹۸۰ است. او در کپ‌کام مشغول به کار است. او به دلیل کار روی چندین عنوان مشهور همچون مانستر هانتر، رزیدنت ایول ۵، رزیدنت ایول ۶ و شیطان هم می‌گرید ۴، معروف است.